# David Crouch
David Crouch (* 31. Oktober 1953 in Cardiff) ist ein britischer Mittelalterhistoriker und Hochschullehrer.

## Leben und Wirken
David Crouch studierte Geschichte an der Cardiff University und schloss sein Studium 1975 ab. Anschließend war er bis 1983 im höheren Schuldienst in Süd-Wales tätig. Während dieser Zeit erarbeitete er seine Dissertation an der Cardiff University. Von 1984 bis 1990 arbeitete er als Hochschullehrer an der University of London, anschließend am North Riding College in Scarborough. Im Jahre 2000 übernahm er dann eine Professur für mittelalterliche Geschichte am Department of History an der University of Hull.
In seinen Veröffentlichungen beschäftigt sich Crouch vor allem mit der englischen Geschichte im hohen Mittelalter und dem mittelalterlichen Adel in England und Frankreich.
Im Jahre 1986 wurde Crouch Mitglied der Royal Historical Society und 2014 ein Mitglied der British Academy.

## Veröffentlichungen (Auswahl)
- The Beaumont twins. The roots and branches of power in the 12. century (= Cambridge studies in medieval life and thought, Ser., 4, Bd. 1). Cambridge University Press, Cambridge 1986, ISBN 0-521-30215-3 (= Dissertation Cardiff University).
- William Marshal. Court, career and chivalry in the Angevin Empire 1147–1219. Longman, London 1990, ISBN 0-582-03787-5.
- The image of aristocracy in Britain 1000–1300. Routledge, London 1992, ISBN 0-415-01911-7.
- The reign of King Stephen, 1135–1154. Pearson Education, Harlow 2000, ISBN 0-582-22658-9.
- The birth of nobility. Constructing aristocracy in England and France 900–1300. Pearson/Longman, Harlow 2005, ISBN 0-582-36981-9.
- Tournament. Hambledon and London, London 2005, ISBN 1-85285-460-X.
- The Normans. The history of a dynasty. Continuum, London 2007, ISBN 1-85285-387-5.
- The English aristocracy 1070–1272. A social transformation. Yale University Press, New Haven, Conn. 2011, ISBN 0-300-11455-9.
- (Hrsg., mit Martha Carlin): Lost letters of medieval life. English society, 1200–1250. University of Pennsylvania Press, Philadelphia 2013, ISBN 978-0-8122-4459-5.
- (Hrsg.): The acts and letters of the Marshal family. Marshals of England and earls of Pembroke, 1145–1248 (= Camden series, Bd. 5, 47). Cambridge University Press, Cambridge 2015, ISBN 978-1-107-13003-6.
- Medieval Britain, c. 1000–1500 (= Cambridge history of Britain, Bd. 2). Cambridge University Press, Cambridge 2017, ISBN 978-0-521-19071-8.
- The chivalric turn. Conduct and hegemony in Europe before 1300. Oxford University Press, Oxford 2019, ISBN 978-0-19-878294-0.
- (Hrsg.): Howdenshire. The townships (= The Victoria history of the counties of England, York, East, Bd. 10,1). Boydell & Brewer, London 2019, ISBN 978-1-904356-50-9.
- (Hrsg.): Howden. Town and liberty (= The Victoria history of the counties of England, York, East, Bd. 10,2). Boydell & Brewer, London 2020, ISBN 978-1-904356-53-0.
- (Hrsg., mit Jeroen Deploige): Knighthood and society in the High Middle Ages. Leuven University Press, Leuven 2020, ISBN 978-94-6270-170-0.